# Фридрих I (Анхалт)
Леополд Фридрих I Франц Николаус фон Анхалт (на немски: Leopold Friedrich I Franz Nikolaus von Anhalt; * 2 април 1831, Десау; † 24 януари 1904, Баленщет) от род Аскани, е от 1871 до 1904 г. като Фридрих I херцог на обединеното херцогство Анхалт. Той има титлата княз фон Анхалт-Десау.

## Живот
Той е син на херцог Леополд IV фон Анхалт-Десау (1794 – 1871) и съпругата му принцеса Фридерика фон Прусия (1796 – 1850), дъщеря на наследствения принц Фридрих Лудвиг Карл фон Прусия и Фридерика фон Мекленбург-Щрелиц. Майка му Фридерика е племенница на пруския крал Фридрих Вилхелм III. Брат е на Агнес (1824 – 1897), омъжена 1853 г. за херцог Ернст I фон Саксония-Алтенбург (1826 – 1908), и на Мария Анна (1837 – 1906), омъжена 1854 г. за принц Фридрих Карл Пруски (1828–1885), племенник на император Вилхелм I.
Фридрих следва в Бон и Женева, през 1851 г. е премиер-лейтенант в „1. Гвардейски пехотен полк“ в пруската войска в Потсдам и от 1853 г. е в Десау. През 1864 г. Фридрих е в щаба на своя зет, принц Фридрих Карл Пруски, в похода до Шлезвиг. През 1867 г. той става генерал-лейтенант „à la suite“ на войската и участва през 1870/71 г. във Френско-пруската война. Там Фридрих участва при обсадата на Тул, в битките при Бомон и Седан. Той получа Железния кръст II. класа.
Той замества баща си при императорската прокламация във Версай на 18 януари 1871 г. След смъртта на баща му на 22 май 1871 г. Фридрих поема управлението на Херцогство Анхалт, обединените бивши княжества Анхалт-Десау, Анхалт-Кьотен и Анхалт-Бернбург.
Император Вилхелм I номинира Фридрих на 16 август 1876 г. за шеф на „Пехотен полк № 93“. Той има също ордените рицар на Ордена Черен орел и на червения Адлер орден I. класа и големия кръст на белгийския Леополд-орден.
Фридрих I фон Анхалт умира на 24 януари 1904 г. в Баленщет на 72 години. Той е наследен от синът му Фридрих II.

## Фамилия
Фридрих I фон Анхалт се жени на 22 април 1854 г. в Алтенбург за принцеса Антоанета фон Саксония-Алтенбург (* 17 април 1838, Бамберг; † 13 октомври 1908, Берхтесгаден), дъщеря на принц Едуард фон Саксония-Алтенбург (1804 – 1852) и Амалия фон Хоенцолерн-Зигмаринген (1815 – 1841). Te имат децата:
- Леополд (1855 – 1886), наследствен принц на Анхалт

⚭ 1884 принцеса Елизабет фон Хесен-Касел (1861 – 1955)
- Фридрих II (1856 – 1918), херцог на Анхалт

⚭ 1889 принцеса Мария фон Баден (1865 – 1939)
- Елизабет (1857 – 1933)

⚭ 1877 велик херцог Адолф Фридрих V фон Мекленбург-Щрелиц (1848 – 1914)
- Едуард (1861 – 1918), херцог на Анхалт

⚭ 1895 (разв. 1918) принцеса Луиза фон Саксония-Алтенбург (1873 – 1953)
- Ариберт (1864 – 1933)

⚭ 1891 (разв. 1900) принцеса Мария Луиза фон Шлезвиг-Холщайн (1872 – 1956)
- Александра (1868 – 1958)

⚭ 1897 княз Зицо фон Шварцбург (1860 – 1926)